# Reddingsmedaille (Zuid-Vietnam)
De Reddingsmedaille (Vietnamees: "Nhân dũng bội tinh") was een hoge onderscheiding van Zuid-Vietnam. De in 1964 ingestelde medaille werd gedurende de Vietnamoorlog verleend. Toen Saigon door de Noordelijke communistische troepen werd veroverd en Zuid-Vietnam ophield te bestaan verdween ook de medaille.
Men verleende de medaille (eigenlijk een kruis) bij leven of postuum aan militairen van alle rangen en burgers die met gevaar voor eigen leven en op extreem moedige wijze anderen die in gevaar verkeerden wisten te redden. De medaille werd ook aan vreemdelingen uitgereikt. Het initiatief voor de toekenning lag bij de Voorzitter van het Comité van de Zuidvietnamese Chefs van Staven. Het uitreiken of opspelden van de medaille geschiedde door de president van Zuid-Vietnam.
De Medaille voor Gevaarlijke Dienst was hoger in aanzien maar de Reddingsmedaille werd vóór de Medaille voor Trouw gedragen.
Australische militairen kregen toestemming om de medaille te dragen. Amerikaanse militairen mochten dat niet.